# Portique d'Octavius
Ne doit pas être confondu avec Portique d'Octavie.
Le portique d'Octavius (en latin : Porticus Octavia in circo Flaminio) est un portique construit durant la première moitié du IIe siècle av. J.-C. sur le Champ de Mars à Rome.

## Localisation
Le portique se trouve en bordure et au nord du Circus Flaminius, près du théâtre de Pompée, dans l'alignement des portiques de Philippe et d'Octavie (voir le plan). Le site est plus tard occupé par le Palais Santacroce.

## Histoire
Le portique est construit entre 168 et 167 av. J.-C. par Cnaeus Octavius, consul en 165 av. J.-C., avec une partie du butin réuni (manubiae) après la troisième guerre macédonienne pour célébrer la victoire navale de Pydna sur le roi Persée de Macédoine,.
Le portique est restauré en 33 av. J.-C. par Auguste qui y fait déposer les enseignes reprises aux Dalmatiens.

## Description
Il s'agit d'un portique de type porticus duplex d'influence grecque, c'est-à-dire un portique à deux travées, laissant penser que l'architecte chargé des travaux est probablement d'origine grecque. L'idée d'élever à Rome un édifice en vogue dans les cités grecques telles que Priène, Pergame ou Halicarnasse a peut-être été rapportée par Cnaeus Octavius lui-même à la suite de son voyage de propagande en Grèce avec Caius Popillius Laenas entre 170 et 169 av. J.-C., au cours de la guerre contre Persée,,.
L'architecture du portique est suffisamment novatrice à Rome à cette époque pour qu'il soit caractérisé dans les textes par une de ses caractéristiques architecturales,. Néanmoins, les indications fournies ne sont pas suffisamment précises pour être en mesure de restituer le plan du portique. Il a pu s'agir d'un portique composée d'une seule aile ou d'un quadriportique dont l'une des ailes au moins comporte deux rangées de colonnes.
Selon Pline l'Ancien, les chapiteaux, d'ordres dorique et corinthien, sont revêtus de bronze,. D'après la définition de porticus duplex de Vitruve, les colonnes des deux rangées ne sont pas du même ordre ni de même dimension. Les colonnes en façades devaient être d'ordre dorique tandis que les colonnes intérieures, plus hautes, devaient être corinthiennes. Il est possible que les chapiteaux, qualifiés de corinthien par Pline l'Ancien et qui semblent constituer une des principales curiosités du portique, proviennent du butin saisi (spolia) à Pydna ou à Samothrace après la victoire sur Persée. Il s'agit d'un des premiers édifices d'ordre corinthien à Rome, ce qui expliquerait que les chapiteaux aient été rapportés et non réalisés à Rome, la technique n'étant pas encore suffisamment maîtrisée,.

### Ouvrages généraux
- (en) Filippo Coarelli, Rome and environs : an archaeological guide, University of California Press, 2007, 555 p. (ISBN 978-0-520-07961-8, lire en ligne)
- (en) Samuel Ball Platner et Thomas Ashby, A topographical dictionary of Ancient Rome, Londres, Oxford University Press, 1929, 608 p.
- (it) F. Zevi, « L’identificazione del tempio di Marte in circo e altre osservazioni », L’Italie préromaine et la Rome républicaine. Mélanges offerts à J. Heurgon, Rome, vol. 2,‎ 1976, p. 387-410 (lire en ligne)
- Pierre Gros, « Les premières générations d’architectes hellénistiques à Rome », L’Italie pré-romaine et la Rome républicaine. Mélanges offerts à J. Heurgon, Rome, vol. 2,‎ 1976, p. 51-74 (lire en ligne)

### Ouvrages sur le portique
- (en) Bjorn Olinder, « Porticus Octavia in Circo Flaminio : topographical studies in the Campus Region of Rome », Acta Instituti Romani Regni Sueciae, Stockholm, vol. 11,‎ 1974
- (en) John R. Senseney, « Adrift toward Empire : the lost Porticus Octavia in Rome and the origins of the Imperial Fora », Journal of the Society of Architectural Historians, University of California Press, vol. 70, no 4,‎ décembre 2011, p. 421-441

| Plan intemporel du Champ de Mars méridional |
| --- |
| \| Tibre Navalia Cirque Flaminius Théâtre de · Marcellus T. de · Diane T. de la · Piété T. de Janus T. de Junon T. de Spes Temple de · Bellone Temple · d'Apollon · Sosianus Temple de · Jupiter · Stator Temple de · Junon · Regina Portique d'Octavie Portique · de · Philippe T. d'Hercule Portique · d'Octavius Théâtre · de Balbus Crypta · Balbi Portique · de Minucius T. des · Nymphes Diribitorium T. de Juturne T. de la Fortune T. de · Feronia T. des · Lares · Permarini Curie de · Pompée Portique de · Pompée Théâtre de · Pompée Temple de · Vénus Victrix Temple de · Mars Sanctuaire · d'Hercules · Magnus Custos Temple de · Castor et Pollux Pont · Fabricius Île Tibérine Porticus · Maximae T. de · Neptune Divorum Villa Publica Hecatostylum T. de la · Fortune · équestre Amphithéâtre de · Statilius Taurus · (?) \| |
| Tibre Navalia Cirque Flaminius Théâtre de · Marcellus T. de · Diane T. de la · Piété T. de Janus T. de Junon T. de Spes Temple de · Bellone Temple · d'Apollon · Sosianus Temple de · Jupiter · Stator Temple de · Junon · Regina Portique d'Octavie Portique · de · Philippe T. d'Hercule Portique · d'Octavius Théâtre · de Balbus Crypta · Balbi Portique · de Minucius T. des · Nymphes Diribitorium T. de Juturne T. de la Fortune T. de · Feronia T. des · Lares · Permarini Curie de · Pompée Portique de · Pompée Théâtre de · Pompée Temple de · Vénus Victrix Temple de · Mars Sanctuaire · d'Hercules · Magnus Custos Temple de · Castor et Pollux Pont · Fabricius Île Tibérine Porticus · Maximae T. de · Neptune Divorum Villa Publica Hecatostylum T. de la · Fortune · équestre Amphithéâtre de · Statilius Taurus · (?)       |